# JS Kaga
JS Kaga — японський вертольотоносець типу «Ідзумо». За офіційною класифікацію Ескадрений міноносець-вертольотоносець. Знаходиться на службі Морських сил самооборони Японії (MSDF) з 22 березня 2017 року. Названий на честь історичної провінції Каґа (існувала у 823—1872 роках). Назву Каґа мав також авіаносець Японського Імперського флоту у 1927—1942 роках, який брав участь у Другій світовій війні.